# Герб Даларни
Герб Даларни (швед. Dalarnas vapen) — символ історичної провінції (ландскапу) Даларна. 
Також вживається як офіційний символ сучасного адміністративно-територіального утворення лену Даларна.

## Історія
На печатці Даларни с першої половини XV ст. зображена сокира та лук. На печатці з 1525 року фігурують у щиті дві покладені навхрест стріли та корона. Колористика цього герба відома з опису похорону короля Густава Вази 1560 року. 
Як герб лену Коппарберг цей знак затверджено 1936 року. У 1997 році лен перейменовано на Даларну.

## Опис (блазон)
У синьому полі покладені навхрест золоті стріли зі срібними наконечниками вгору, над ними — золота корона. 

## Зміст
Герб ландскапу може увінчуватися герцогською короною. Герб лену може використовуватися органами влади увінчаний королівською короною.